# Église Saints-Théodore d'Athènes
Ne doit pas être confondue avec l'église des Saints-Théodore à Mistra.
L'église Saints-Théodore d'Athènes (en grec moderne : Ναός Αγίων Θεοδώρων), est un édifice religieux byzantin du milieu du XIe siècle situé à l'angle nord-ouest de la place Klafthmónos, à Athènes. Le monument est considéré comme l'un des mieux conservés de la période méso-byzantine (el) (843–1204) dans la capitale grecque.

## Une double dédicace
Comme de nombreux édifices religieux de Grèce, l'église est dédiée à deux saints militaires homonymes, Théodore Tiron et Théodore le Stratilate,. Ces deux mégalomartyrs, à l'origine un seul personnage que les croyances, les sources hagiographiques et l'art eurent tendance à dédoubler,, occupent une place prépondérante dans la tradition byzantine et l'Église orthodoxe,.

## Histoire
Selon la tradition, une église fut érigée au milieu du Ve siècle par l'impératrice byzantine Eudocie II, originaire d'Athènes. Lors de fouilles conduites en 1967, un ensemble de tombes ainsi qu'une mosaïque de l'époque romaine ont été mis au jour, laissant supposer la présence d'une villa à l'emplacement de l'église.
Au XIe siècle, le dénommé Nikolaos Kalomalos, spatharocandidat de l'Empire byzantin, commandita la reconstruction de l'église sur la base d'un précédent édifice. Le nom du fondateur du monument apparaît sur une inscription dédicatoire au-dessus de la porte d'entrée, véritable témoignage de la poésie byzantine du XIe siècle dans l'espace public. Cependant, les spécialistes divergent sur la date exacte d'édification. L'hypothèse du XIIe siècle formulée par l'archéologue grec Andréas Xyngópoulos (el) est notamment contestée par Vitalien Laurent, qui affirme que l'édifice remonte au XIe siècle de par son inscription. D'après Andréas Xyngópoulos, si une précédente église a vraisemblablement été fondée en 1049 ou 1065, selon la lecture de la date mentionnée sur l'inscription dédicatoire, une rénovation a probablement eu lieu au XIIe siècle. L'historien britannique Arthur Hubert Stanley Megaw, spécialiste des églises byzantines, avance quant à lui une datation au dernier quart du XIe siècle.
L'église fut convertie au rite latin durant la période du duché d'Athènes (1204–1456). À la différence d'autres églises byzantines subsistantes dans la capitale grecque, comme la Panagía Kapnikaréa et la Pantánassa, aucune trace n'indique d'appartenance à un monastère.
Le monument fut endommagé par les affrontements lors de la guerre d'indépendance grecque en 1821. Des travaux de restauration du sanctuaire furent conduits en 1840 avec l'aide financière de la population locale et du couple royal, le roi Othon Ier et la reine Amélie.
Entre 2019 et le début de l'année 2025, d'importantes travaux de restauration sont réalisés par le Ier Éphorat des antiquités byzantines,.

## Architecture
L'église Saints-Théodore est l'une des rares églises athéniennes du XIe siècle à avoir traversé le temps sans modifications majeures,,. Malgré l'ajout d'un clocher à l'époque moderne et de profondes restaurations, l'édifice est reconnue comme l'un des exemples les plus représentatifs de l'architecture byzantine à Athènes.
Construit en appareil cloisonné à croix en reprenant certaines caractéristiques de l'église préexistante, le monument mesure 10 mètres de largeur et 11,5 mètres de profondeur. La maçonnerie laisse apparaître quelques symboles pseudo-coufiques et les trois fenêtres du bêma garde les traces d'un emplacement pour un bassin en céramique appelé skyphia. Le dôme octogonal est caractéristique du « type athénien (el) », percé de huit fenêtres géminées séparées par de fines colonnes, des sculptures animales surmontant les chapiteaux et des voussures en marbre. Une frise constituée de motifs en céramique court sur tout l'édifice.
Un dallage en marbre fut ajouté en 1908 ou 1910. Les fresques du début du XXe siècle, mêlant le style néo-classique et le mouvement nazaréen, sont signées par Athanásios Kandrís, tandis que la chaire et l'iconostase en marbre sont datées entre la fin du XIXe siècle et le début du XXe siècle.

## Galerie

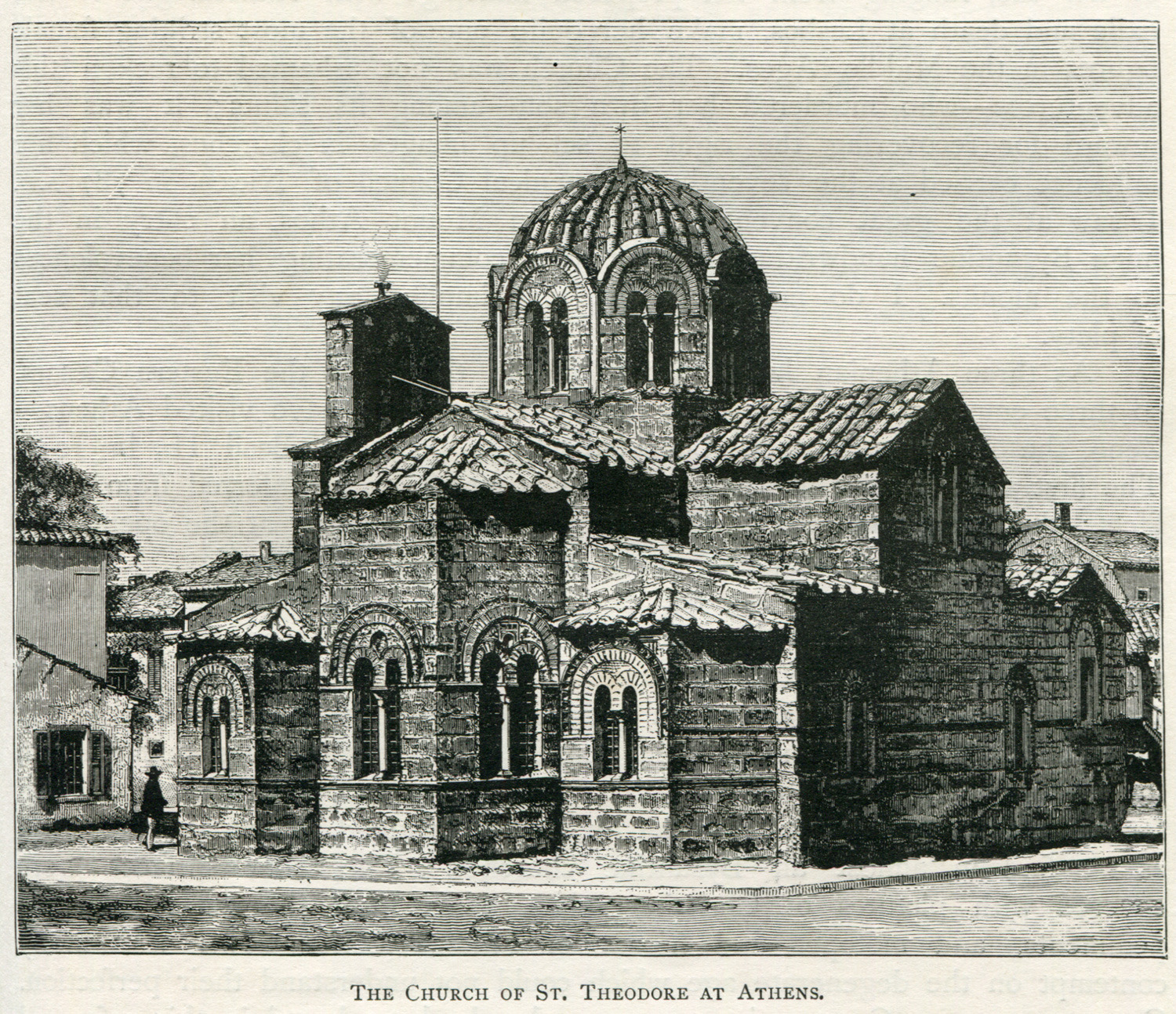
Dessin de 1890 par John Pentland Mahaffy.
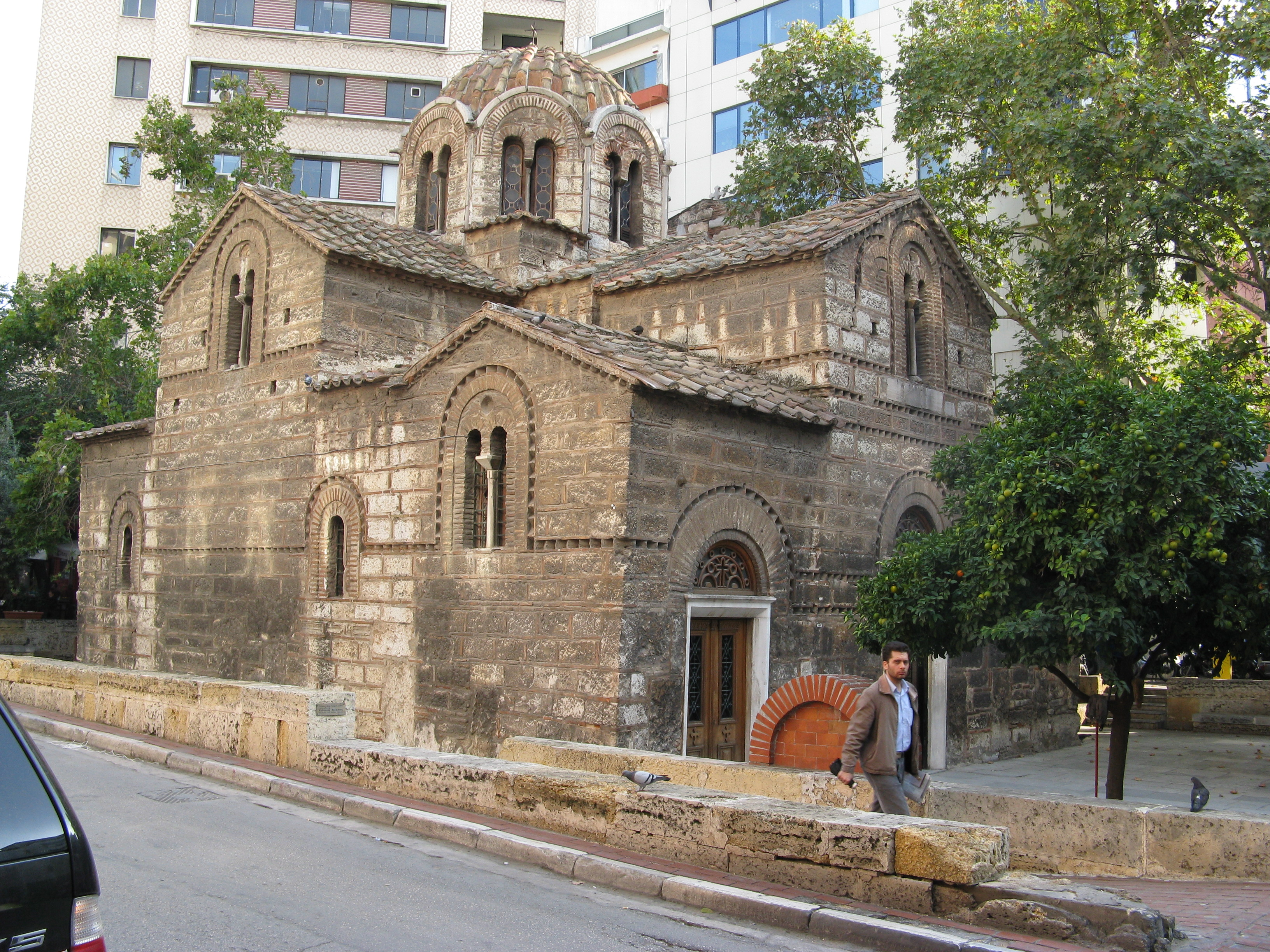
Vue depuis le nord-ouest.
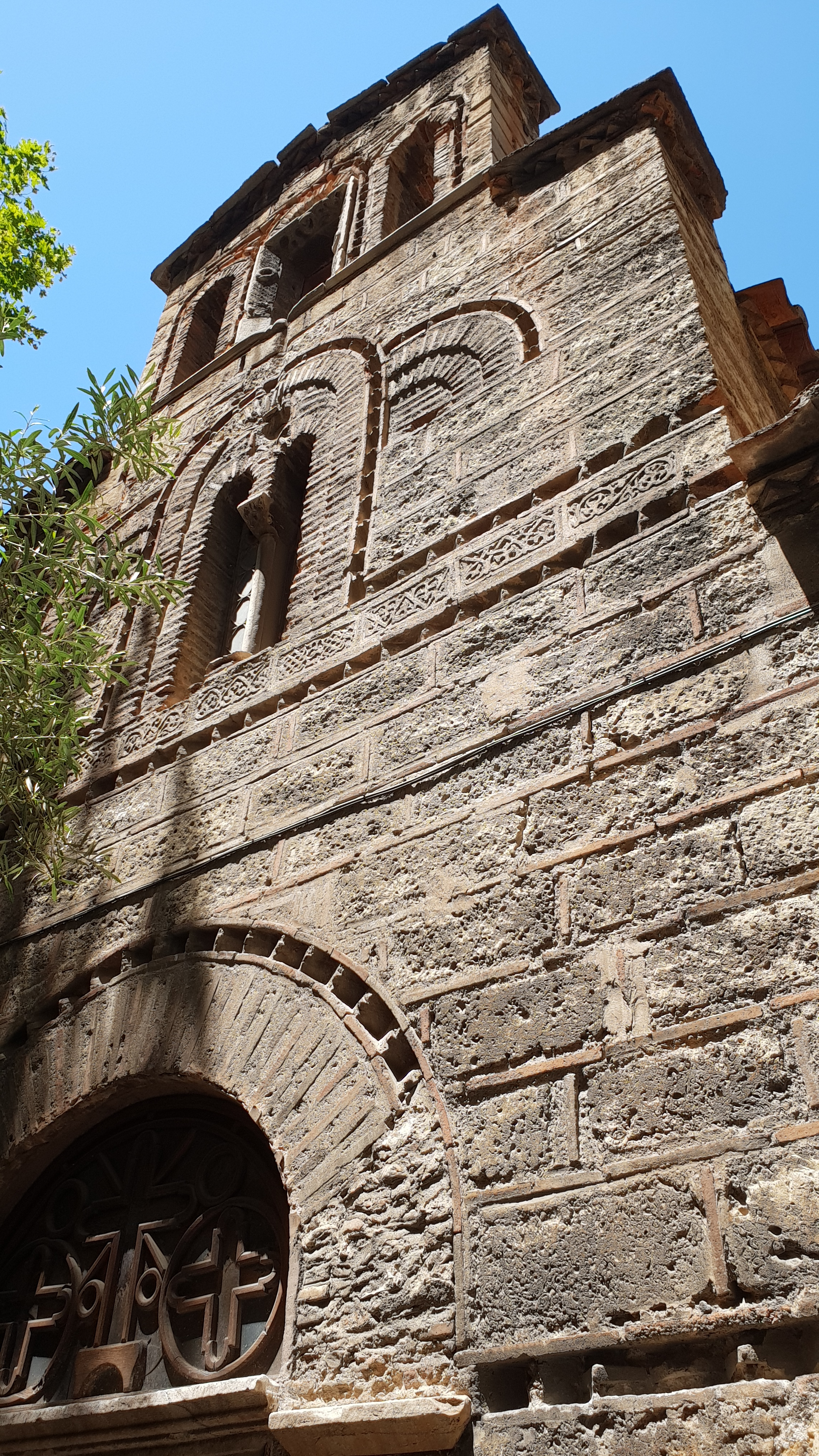
Clocher de la façade sud.
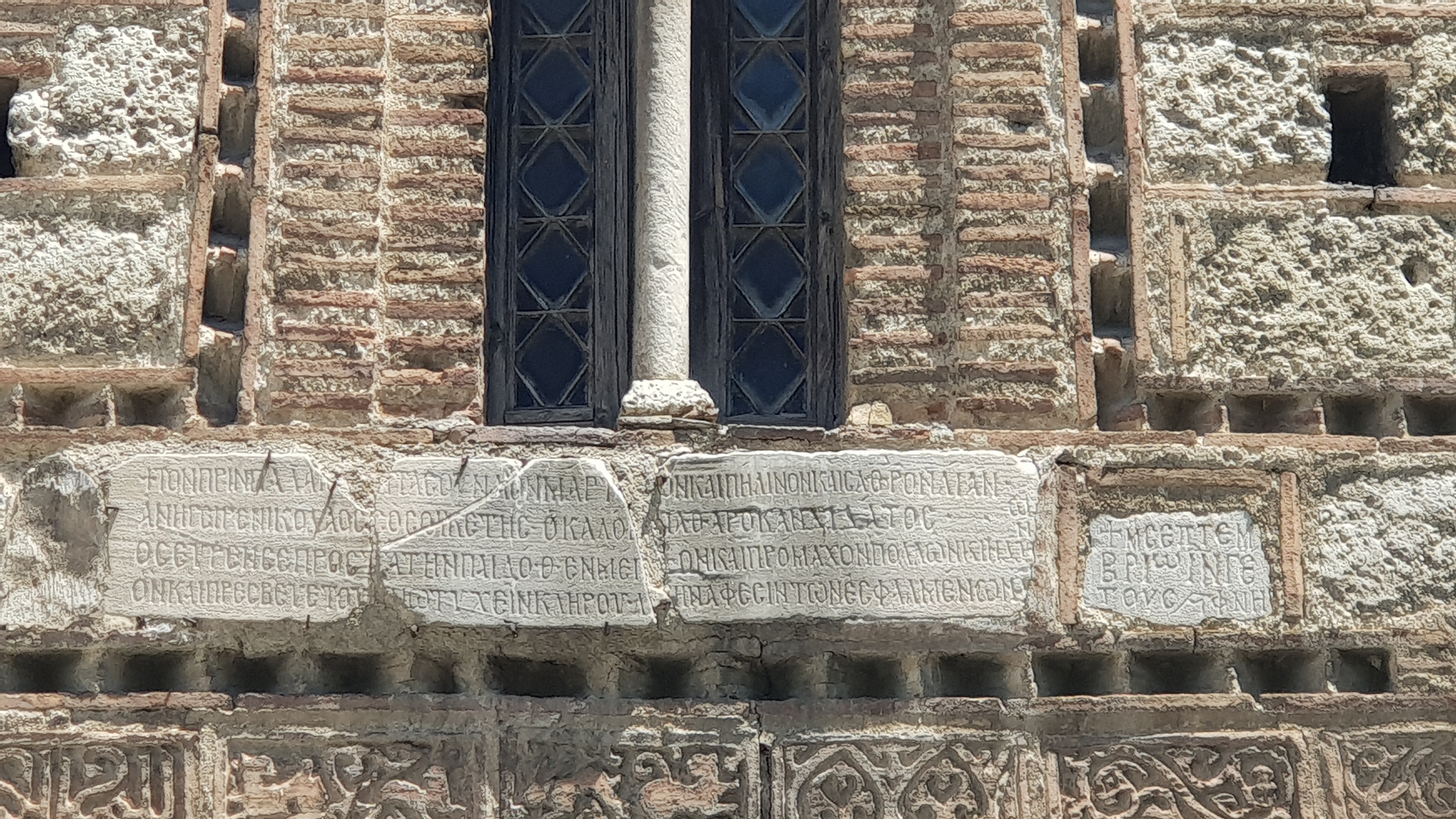
Inscription dédicatoire de l'église.
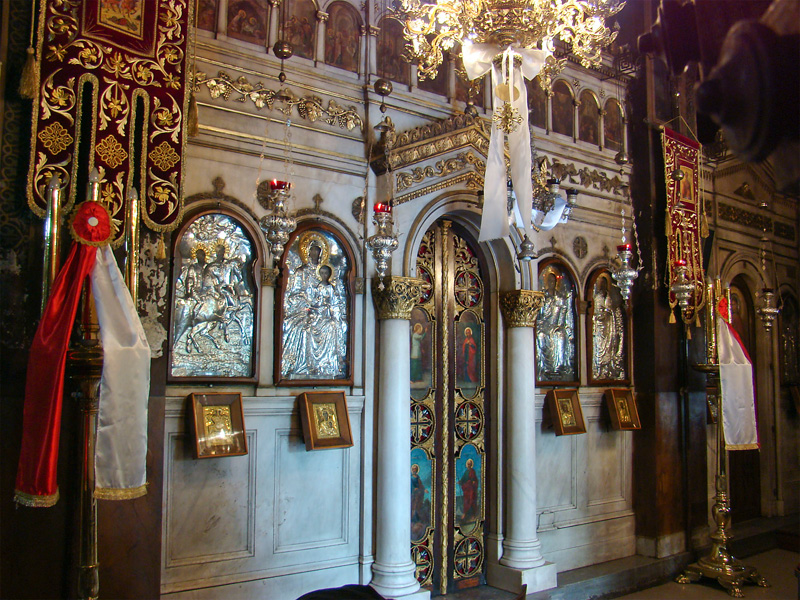
Iconostase moderne.
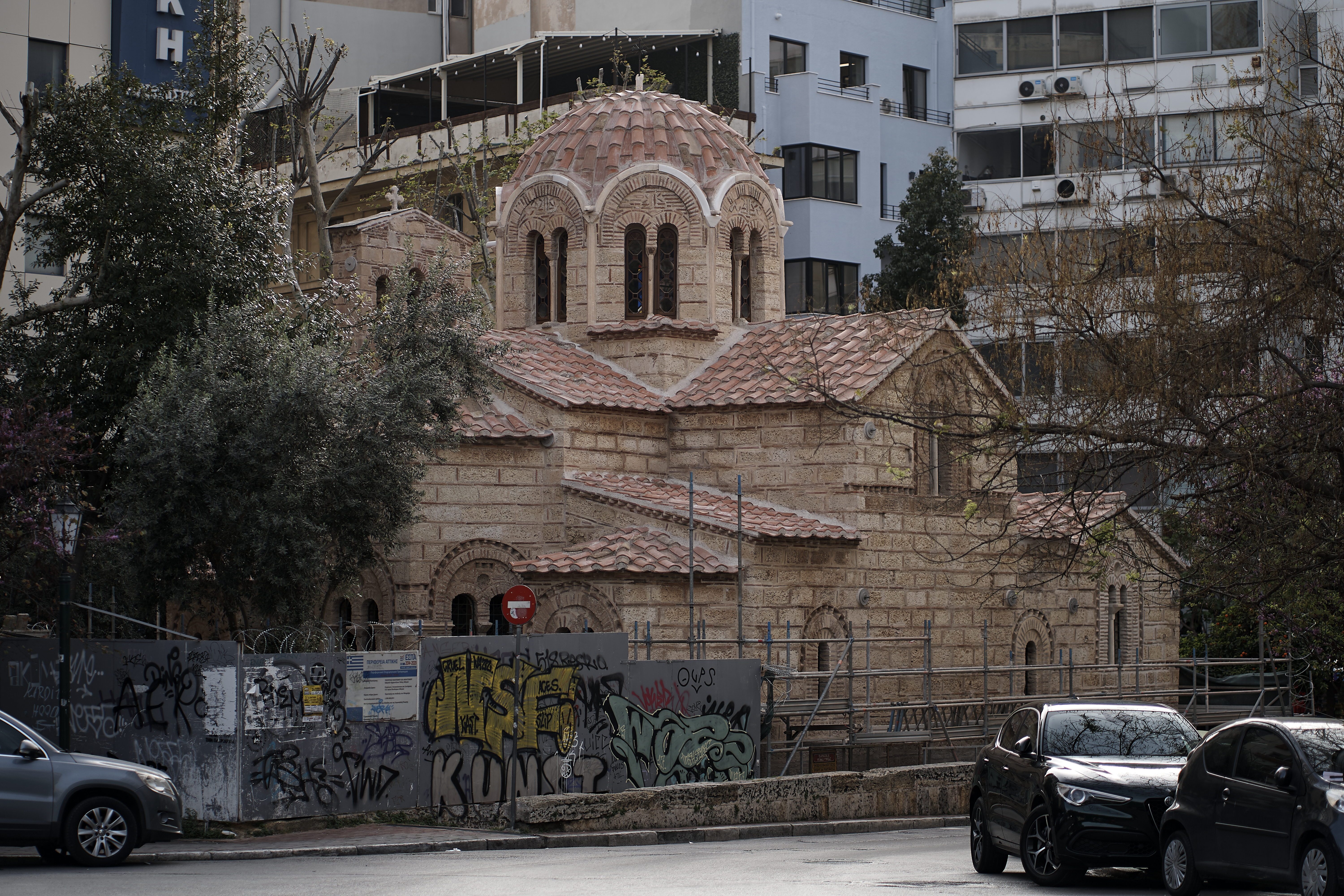
L'église en avril 2024, en partie restaurée.